# Luis de Vargas y Soto

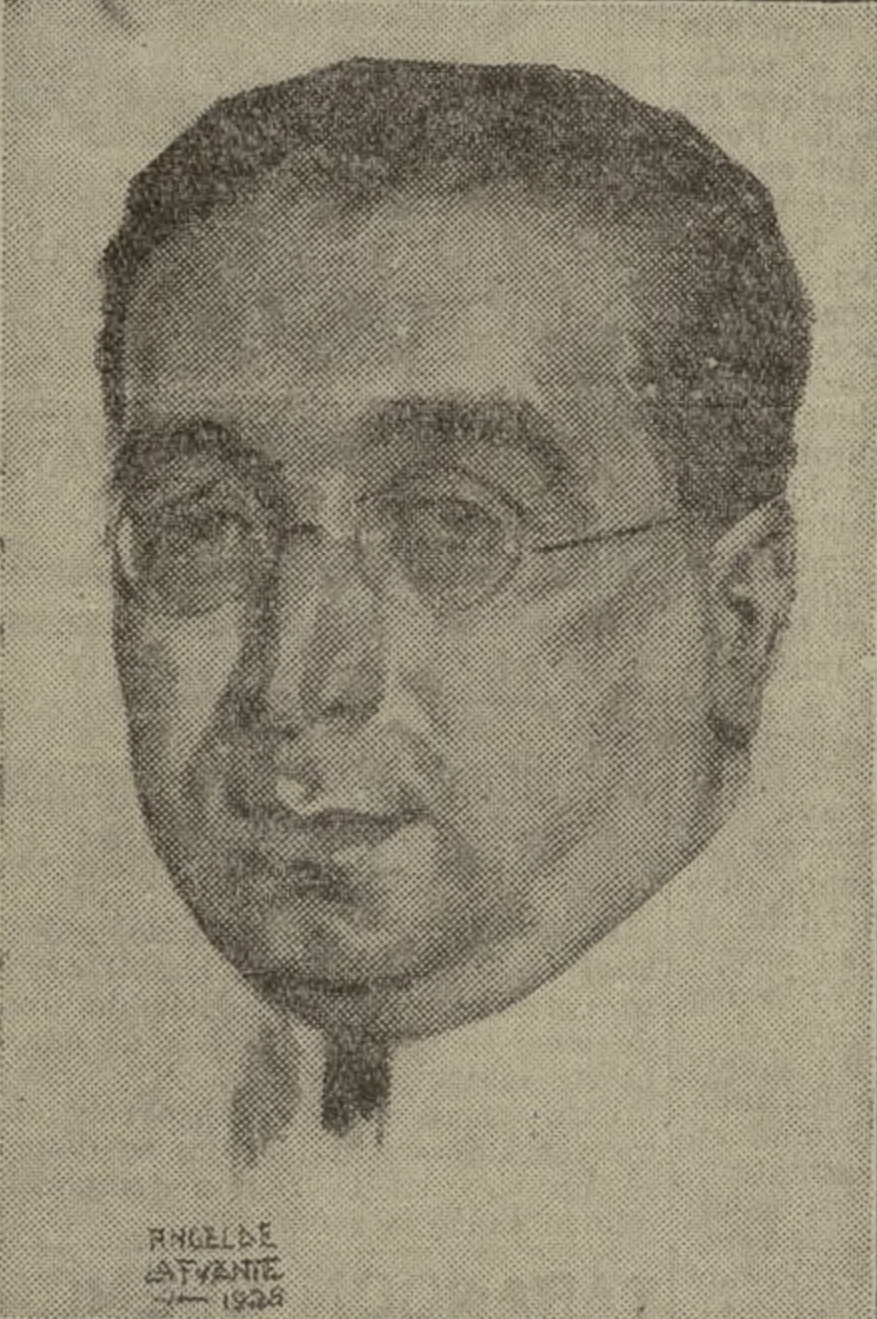
Retrato de Luis de Vargas (El Liberal, 1928)

Luis de Vargas y Soto (Huelva, 6 de julio de 1891-Madrid, 17 de agosto de 1949) fue un autor teatral español.

## Biografía
Se dedicó principalmente a la comedia, especialmente sainetes de tono costumbrista y marcado carácter sentimental que, sin embargo, consiguieron el aplauso masivo del público en los años veinte y treinta; su primera obra, estrenada en Madrid, fue Santo con gracia (1913). Se casó con Ángela Díaz Aguirre.

## Obras dramáticas
- Santo con gracia (1913).
- Juan de Madrid.
- La conquista de anoche.
- La locatis.
- Mis chavales.
- El señorito Pepe.
- Salón de té.
- ¿Quién te quiere a ti?
- Mi conquista de anoche.
- Mi abuelita, la pobre...
- Escenas de un pollo "bien", (1920).
- Modistillas y perdigones (1920), sainete con música de Manuel Quislant Botella y Pedro Badía.
- Cinema (1923).
- Soledad y compañía (1924), sainete con música de Francisco Alonso López.
- Las de Mochales (1925).
- Un plan fantástico.
- Charlestón (1926).
- Los lagarteranos, (1927), zarzuela, llevada al cine en 1928 por Amando Pou.
- Noche de verbena (1929), zarzuela con música de Amadeo Vives.
- Don Floripondio, (1929).
- Seis pesetas
- La de los claveles dobles, (1931).
- Las pobrecitas mujeres, (1931).
- Concha Moreno, (1932).
- La cursi del hongo, (1933).
- ¿Sería usted capaz de quererme?, (1933).
- Madrileña bonita, (1935).
- Cristina Guzmán, (en colaboración con Carmen de Icaza), (1939).